# Neoeme opaca
Neoeme opaca là một loài bọ cánh cứng trong họ Cerambycidae.